# Dzsargalant járás (Észak-Hangáj)
Dzsargalant járás (mongol nyelven: 	Жаргалант сум) Mongólia Észak-Hangáj tartományának egyik járása. Területe 3832 km². Népessége kb. 4111 fő.
Székhelye Bajancagán (Баянцагаан), mely 227 km-re fekszik Cecerleg tartományi székhelytől.